# Vesilahti
Vesilahti (föråldrat svenskt namn: Vesilax) är en kommun i landskapet Birkaland i Finland. Vesilahti har 4 444 invånare och har en yta på 353,94 km². Vesilahti är enspråkigt finskt. I december 2012 var andelen svensktalande i Vesilahti 0,3 %. Under finska inbördeskriget utkämpades här hårda strider, se Striden vid Vesilax.

## Historia
Vesilahti kommun grundades 1869, men befolkning har funnits i tusentals år. Det kan bevisas genom massvis av stenåldertida fynd. Vesilahti avskildes från Birkala som en egen kyrksocken under början av 1300-talet och nämns första gången 1346. Från Vesilahti kyrksocken avskildes i början av 1400-talet Lempäälä kyrksocken, som nämns första gången 1455. Man kan bekanta sig med kommunens långa och rika historia genom att besöka sevärdheterna runt Klaus Kurjen-tie (Klaus Kurck-vägen), som består av tiotal sevärheter runtom i Vesilahti.
Efter vinterkriget och fortsättningskriget flyttades invånare från Sakkola i Karelen till Vesilahti.

## Geografi
Byarna i Vesilahti kommun är Kyrkobyn, Koskenkylä, Krääkkiö, Narva, Onkemäki, Palho-Vakkala, Riehu och Rämsöö. I Narva ordnas en marknad vart femte år. I kyrkobyn ligger Vesilahti kyrka.
I Vesilahti i Narva by ligger Laukko gård som har en lång och betydande roll i landskapets historia. Laukko gård har ägts av bland annat Klaus Kurck, en central gestalt i folksagor gällande Vesilahti.

## Politik

### Mandatfördelning i Vesilahti kommun, valen 1976–2021
| 1 | 4 | 1 | 8 | 1 | 6 |

| 2 | 4 | 8 | 1 | 6 |

| 2 | 3 | 1 | 8 | 1 | 6 |

| 1 | 3 | 10 | 7 |

| 1 | 4 | 1 | 10 | 1 | 4 |

| 1 | 4 | 11 | 1 | 4 |

| 1 | 4 | 11 | 5 |

| 3 | 4 | 10 | 4 |

| 12 | 9 |

|  | 2 |  | 5 | 11 |  | 6 |

| 17 | 10 |

| 3 | 4 | 3 | 9 | 8 |

| 16 | 11 |

| 2 | 2 | 2 | 6 | 2 | 7 |

| 13 | 8 |

| 2 | 2 | 4 | 5 | 1 | 7 |

| 10 | 11 |

## Utbildning
I Vesilahti finns fyra lågstadier (Kyrkobyns, Narvas, Onkemäkis och Ylämäkis skolor) och ett högstadium i Kyrkobyn. Vesilahtis huvudbibliotek ligger i Kyrkobyn. Därtill ligger Narvas bibliotek i Narva. 

## Befolkningsutveckling
| Befolkningsutvecklingen i Vesilahti kommun 1975–2020                                                         | Befolkningsutvecklingen i Vesilahti kommun 1975–2020 | Befolkningsutvecklingen i Vesilahti kommun 1975–2020 | Befolkningsutvecklingen i Vesilahti kommun 1975–2020 | Befolkningsutvecklingen i Vesilahti kommun 1975–2020 |
| --- | ---------------------------------------------------- | ---------------------------------------------------- | ---------------------------------------------------- | ---------------------------------------------------- |
| |                                                      |                                                      |                                                      |                                                      |
| År |                                                      |                                                      | Folkmängd                                            |                                                      |
| 1975 | 1975                                                 |                                                      | 3 120                                                |                                                      |
| 1980 | 1980                                                 |                                                      | 3 081                                                |                                                      |
| 1985 | 1985                                                 |                                                      | 3 006                                                |                                                      |
| 1990 | 1990                                                 |                                                      | 3 097                                                |                                                      |
| 1995 | 1995                                                 |                                                      | 3 235                                                |                                                      |
| 2000 | 2000                                                 |                                                      | 3 421                                                |                                                      |
| 2005 | 2005                                                 |                                                      | 3 831                                                |                                                      |
| 2010 | 2010                                                 |                                                      | 4 345                                                |                                                      |
| 2015 | 2015                                                 |                                                      | 4 489                                                |                                                      |
| 2020 | 2020                                                 |                                                      | 4 367                                                |                                                      |
| Anm: Uppgifterna avser förhållandena den 31 december nämnda år enligt områdesindelningen den 1 januari 2022. |                                                      |                                                      |                                                      |                                                      |

## Tidningar
Lempäälän-Vesilahden Sanomat är gemensam tidning med grannkommunen Lempäälä. 